# Politécnico (estación)
Politécnico es una de las estaciones que forman parte del Metro de Ciudad de México, es la terminal norte de la Línea 5. Se ubica al norte de la Ciudad de México, en la alcaldía Gustavo A. Madero.

## Información general
Su nombre se debe a su cercanía con el campus Zacatenco del Instituto Politécnico Nacional y su emblema es una simplificación del escudo del Instituto Politécnico Nacional, una de las principales instituciones de enseñanza superior de México, cuyas instalaciones se encuentran a unas cuadras de la estación.

### Patrimonio
Los terrenos en donde se encuentra hoy el Politécnico son 700 hectáreas donadas en 1936 por Don Martín Oyamburu Arce y Don Miguel Oyamburu Arce que eran propietarios de grandes extensiones de terreno en la zona y dueños de ranchos lecheros, Bancos, La Cervecería Modelo, Goodrich Euzkadi, Los estudios Tepeyac, Cines entre muchas cosas. Todavía queda la casona Quinta Pirineos cerca del Observatorio. 

#### Murales
En esta estación se encuentra el mural La técnica al servicio de la patria, del pintor José Luis Elías Jáuregui, compuesta por cuatro murales que cubren un área de 52 metros cuadrados en total. En el mural se aprecian diferentes aspectos de los quehaceres científicos, académicos y artísticos del Instituto Politécnico Nacional.

##### Afluencia
Así se ha visto la afluencia de la estación en los últimos 10 años:
| Afluencia Anual de Pasajeros | Afluencia Anual de Pasajeros | Afluencia Anual de Pasajeros | Afluencia Anual de Pasajeros | Afluencia Anual de Pasajeros | Afluencia Anual de Pasajeros |
| ---------------------------- | ---------------------------- | ---------------------------- | ---------------------------- | ---------------------------- | ---------------------------- |
| Año                          | Afluencia                    | A Diario                     | Ranking Anual                | Aumento%                     | Ref.                         |
| 2023                         | 9,487,376                    | 25,992                       | 28°/195                      | +19.74%                      | [ 2 ]                        |
| 2022                         | 7,923,455                    | 21,708                       | 35°/195                      | +36.86%                      | [ 3 ]                        |
| 2021                         | 5,789,532                    | 15,861                       | 37°/195                      | -13.55%                      | [ 4 ]                        |
| 2020                         | 6,696,893                    | 18,297                       | 36°/195                      | -46.95%                      | [ 5 ]                        |
| 2019                         | 12,624,212                   | 34,586                       | 28°/195                      | +1.51%                       | [ 6 ]                        |
| 2018                         | 12,436,525                   | 34,072                       | 28°/195                      | +4.36%                       | [ 7 ]                        |
| 2017                         | 11,917,506                   | 32,650                       | 34°/195                      | -1.00%                       | [ 8 ]                        |
| 2016                         | 12,038,043                   | 32,890                       | 34°/195                      | -6.16%                       | [ 9 ]                        |
| 2015                         | 12,827,868                   | 35,144                       | 30°/195                      | +4.51%                       | [ 10 ]                       |
| 2014                         | 12,274,639                   | 33,629                       | 33°/195                      | -4.31%                       | [ 11 ]                       |

## Conectividad

### Salidas
- Oriente: Diana esquina Eje Central Lázaro Cárdenas (Avenida de los Cien Metros), Colonia Nueva Industrial Vallejo.
- Poniente: Poniente 152, esquina Eje Central Lázaro Cárdenas (Avenida de los Cien Metros), Colonia Industrial Vallejo.

### Conexiones
Existen conexiones con las estaciones y paradas de diversos sistemas de transporte:
- Línea 8 del Trolebús.
- Algunas rutas de RTP.
- La estación cuenta con un CETRAM del que arriban autobuses del Estado de México (Tlalnepantla, Atizapán de Zaragoza, Nicolás Romero, Villa del Carbón, Chapa de Mota, Timilpan, Jilotepec, Huehuetoca , Coyotepec, Teoloyucan, Cuautitlán Izcalli y Zumpango)

## Sitios de interés
- Campus Zacatenco del Instituto Politécnico Nacional